# Valentine (martyre)
Valentine est une martyre, morte à Césarée en Palestine en 308, sainte de l'Église catholique.
Elle est commémorée le 25 juillet selon le martyrologe romain.

## Biographie
En l'an 308 en Palestine, dans la ville de Césarée, Valentine assiste avec son mari Paul au procès d'un groupe de chrétiens, persécutés sous le préfet Firmilien. Elle s'indigne des tortures infligées à la jeune Théa. Elle est alors arrêtée et menée devant un autel pour y être sacrifiée. Elle réagit en le renversant. Elle est alors torturée puis jetée dans le feu avec Théa. Son mari, Paul, est condamné à mort et a la tête tranchée,,.

## Pour approfondir